# Fanny van Neck
Fanny Grietje (Fanny) van Neck (Goes, 17 september 1884 - Zeist, 22 mei 1967) was een Nederlands civiel ingenieur. Ze was de eerste vrouw die in Nederland een ingenieurstitel behaalde in de civiele techniek.
Van Neck was dochter van de leraar Engels Meijnert van Neck (1859-1945) en de Engelse Sophie Molloy (1861-1911). Ze zat in Breda op de HBS en ging daarna Civiele Techniek studeren aan de Technische Hogeschool in Delft. Zij voltooide haar studie in 1910. Daarmee was ze, enkele maanden voor Nelly van Riemsdijk, de eerste vrouwelijke civiel ingenier in Nederland. Van Neck stond met enkele anderen aan de wieg van de Delftsche Vrouwelijke Studenten Vereeniging. In 1927 kreeg ze daarvoor het erelidmaatschap aangeboden. 
Ze trouwde in 1911 met Pieter van Tiel en in 1921 met Johan Gebing. Door haar huwelijken en haar vertrek naar het voormalige Oost-Indië heeft ze in Nederland geen praktijk uitgeoefend.